# Mzonke Fana
Mzonke Fana est un boxeur sud-africain né le 29 octobre 1973 à Qumbu.

## Carrière
Champion d'Afrique du Sud des super plumes de 1999 à 2003, il devient champion du monde IBF de la catégorie le 20 avril 2007 en battant aux points son compatriote Malcolm Klassen. Fana conserve son titre face à Javier Osvaldo Alvarez le 31 août puis le cède lors du combat suivant contre Cassius Baloyi le 12 avril 2008. Il redevient champion IBF le 1er septembre 2010 en gagnant aux points le combat revanche contre Baloyi mais est destitué en mai 2011 pour ne pas avoir remis son titre en jeu dans le délai imparti.
Malgré une autre défaite contre Hedi Slimani le 11 novembre 2015 dans un championnat d'Afrique des poids légers, Mzonke Fana obtient une nouvelle chance mondiale le 16 juillet 2016 face au champion WBO des poids légers, Terry Flanagan. Il s'incline nettement aux points 120-106 à l'unanimité des juges.